# 中国（陕西）自由贸易试验区
中国（陕西）自由贸易试验区（英語：China (Shaanxi) Pilot Free Trade Zone，简称陕西自贸区）是中国大陆第三批自由贸易园区之一，也是中国至今为止唯一一个位于西北地区的自贸区。陕西自贸区于2016年8月由国务院获批，2017年4月1日正式挂牌成立。陕西自贸区涵盖三个片区，包括中心片区、西安国际港务区片区和杨凌示范片区。

## 历史沿革
2013年，陕西提出了自贸区建设的申请。2014年3月，西安市市长董军在全国人大陕西代表团全会上表示，推进丝绸之路经济带建设是事关全局、影响深远的重大战略。而他认为，从整体上看，经济带还存在区域功能定位趋同、产业布局重叠、同质化竞争等问题，因此他建议国家设立西安自由贸易试验区，使之成为联通欧亚、承东启西的丝绸之路经济带的枢纽。
2016年8月，国务院批准陕西成立自贸区，为中国第三批自贸区。2017年3月15日，国务院印发《国务院关于印发中国（陕西）自由贸易试验区总体方案的通知》。
2017年4月1日，陕西自贸区正式挂牌成立，陕西省和西安市领导娄勤俭、胡和平、韩勇、毛万春、刘小燕、梁桂、王永康、李晓东、张迈曾、上官吉庆、岳华峰、陈国强等出席，陕西省副省长魏增军主持。成立仪式的最后，娄勤俭和胡和平共同为陕西自贸区三大片区揭牌。同日上午，中国银行西安自贸区支行、北京银行陕西自贸区国际港务区支行、陕西自贸区仲裁院和陕西自贸区国际商事调解中心也在陕西自贸区西安国际港务区国际招商推介暨项目签约仪式上同时揭牌，13家企业也现场与西安国际港务区签约，投资金额超20亿元人民币。

## 规划方案

### 区域功能
陕西自贸区由西安中心片区、西安国际港务区片区和杨凌示范区片区组成，总面积119.95平方公里，具体的管辖范围、区域功能如下：
- 中心片区（总面积87.76平方公里，含西安出口加工区A区0.75平方公里、B区0.79平方公里，西安高新区综合保税区3.64平方公里和陕西西咸保税物流中心〔B型〕0.36平方公里，管辖片区涵盖西安经济技术开发区、西安高新区和西咸新区，具体管辖范围为：东至经开区明光路，南至高新区锦业二路、滨河北路，西至秦汉新城秦英路，北至空港新城正平大街），中心片区重点发展战略性新兴产业和高新技术产业，着力发展高端制造、航空物流、贸易金融等产业，推进服务贸易促进体系建设，拓展科技、教育、文化、旅游、健康医疗等人文交流的深度和广度，打造面向“一带一路”的高端产业高地和人文交流高地；
- 西安国际港务区片区（总面积26.43平方公里，含西安综合保税区6.17平方公里，管辖片区涵盖西安国际港务区、浐灞生态区，具体管辖范围为：东至西安国际港务区西韩公路，南至浐灞生态区香槐一路，西至西安国家港务区灞河东路，北至西安国家港务区铁路北环线），西安国际港务区片区重点发展国际贸易、现代物流、金融服务、旅游会展、电子商务等产业，建设“一带一路”国际中转内陆枢纽港、开放型金融产业创新高地及欧亚贸易和人文交流合作新平台；
- 杨凌示范片区（总面积5.76平方公里，管辖片区属于杨凌农业高新技术产业示范区的一部分，具体管辖范围为：东至新桥路，南至城南路、河堤路、滨河路一线，西至民乐路，北至兴平路、永安路、西兰高铁杨凌段一线），杨凌示范区片区以农业科技创新、示范推广为重点，通过全面扩大农业领域国际合作交流，打造“一带一路”现代农业国际合作中心。

### 发展目标
根据《中国（陕西）自由贸易试验区总体方案》，陕西自贸区的发展目标是要形成与国际投资贸易通行规则相衔接的制度创新体系，营造法治化、国际化、便利化的营商环境，努力建成投资贸易便利、高端产业聚集、金融服务完善、人文交流深入、监管高效便捷、法治环境规范的高水平高标准自由贸易园区，推动“一带一路”建设和西部大开发战略的深入实施。

### 相关政策
根据《中国（陕西）自由贸易试验区总体方案》，陕西自贸区将改革创新政府管理方式，实施“多证合一”综合审批服务运行模式，建立“一口受理、并联审批”工作机制，开展知识产权综合管理改革试点。在推动贸易转型升级方面，陕西自贸区将拓展新型贸易方式，鼓励企业参与“自主报税、自助通关、自动审放、重点稽核”等监管制度创新试点，完善海关特殊监管区域功能。此外，陕西自贸区还将推动金融制度创新、增强金融服务功能、创新合作机制、推动西部大开发战略的深入实施。陕西自贸区建成后，未来将会引进大量外资企业以及大量中小企业进驻自贸区开展跨境业务，另外日后农民在杨凌购买进口农业生产资料、城镇居民购买进口商品也会更加便捷。而中华人民共和国公安部也决定在陕西自贸区推出7项出入境政策措施，支持区域经济社会建设发展。